# Golfo di Porto
Il golfo di Porto (in corso golfu di Portu) è un golfo della costa occidentale della Corsica, in Francia. Prende il nome da Porto, città situata sulla costa occidentale dell'isola, fra le città di Ajaccio e Calvi, incorniciata fra i Calanchi di Piana a sud e il Golfo di Girolata a nord; questi ultimi, insieme alla Riserva naturale di Scandola, come parti del Golfo di Porto, sono stati inseriti nel 1983 nell'elenco dei Patrimoni dell'umanità dell'UNESCO.
Intorno alla cittadina di Porto, lungo le coste del golfo, crescono grandi quantità di eucalipti.